# Ctenophthalmus teres
Ctenophthalmus teres är en loppart som beskrevs av Ioff et Argyropulo 1934. Ctenophthalmus teres ingår i släktet Ctenophthalmus och familjen mullvadsloppor. Inga underarter finns listade i Catalogue of Life.